# Cirolana (Anopsilana) crenata
Cirolana (Anopsilana) crenata is een pissebed uit de familie Cirolanidae. De wetenschappelijke naam van de soort is voor het eerst geldig gepubliceerd in 1982 door Bowman & Franz.